# Lembotropis nigricans
Lembotropis nigricans är en ärtväxtart som först beskrevs av Carl von Linné, och fick sitt nu gällande namn av August Heinrich Rudolf Grisebach. Lembotropis nigricans ingår i släktet Lembotropis och familjen ärtväxter.

## Underarter
Arten delas in i följande underarter:
- L. n. australis
- L. n. nigricans

## Bildgalleri

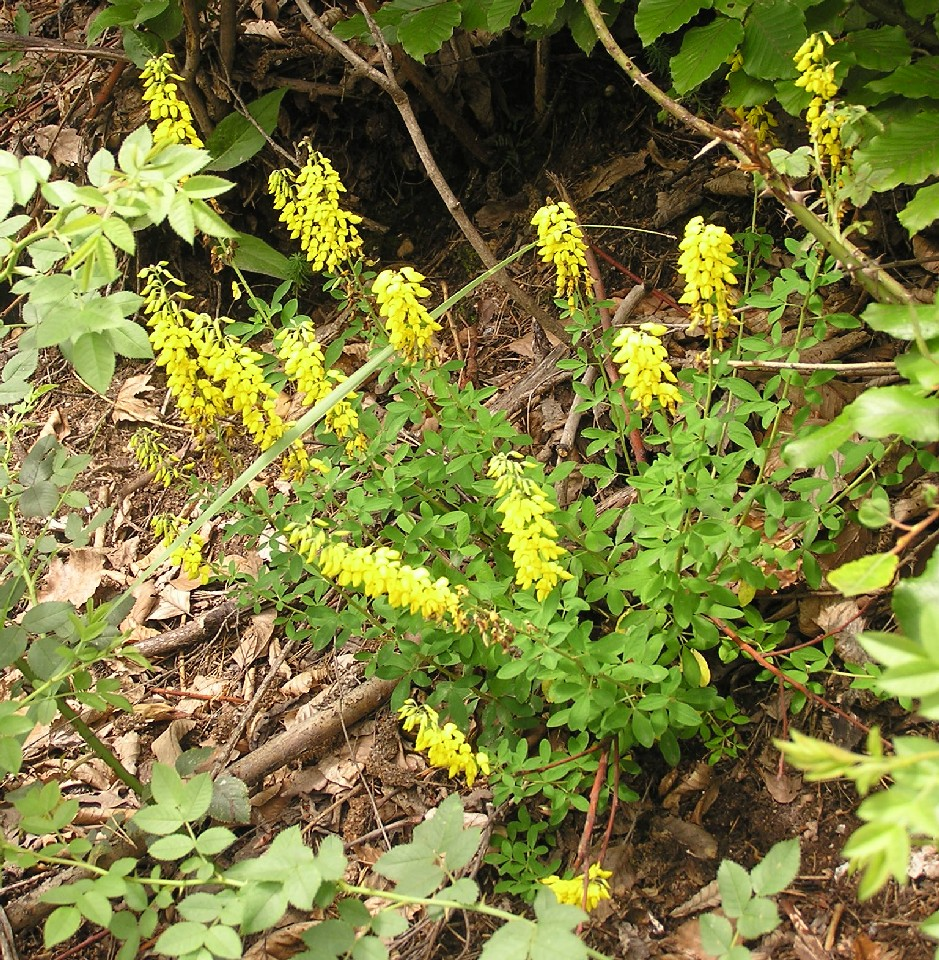